# Lorain (Ohio)
 For alternative betydninger, se Lorain. (Se også artikler, som begynder med Lorain)
Lorain er en amerikansk by og administrativt centrum i det amerikanske county Lorain County, i staten Ohio. I 2000 havde byen et indbyggertal på 70.592.

## Ekstern henvisning
- Wikimedia Commons har flere filer relateret til Lorain (Ohio)
- Lorains hjemmeside (engelsk)

41°26′54″N 82°10′08″V / 41.4483°N 82.1689°V